# Epinephelus mystacinus
Epinephelus mystacinus es una especie de peces de la familia Serranidae en el orden de los Perciformes.

## Morfología
• Los machos pueden llegar alcanzar los 160 cm de longitud total.

## Distribución geográfica
Se encuentra en el  Atlántico occidental (Bermuda, Carolina del Norte y Florida los Estados Unidos, Golfo de México, Bahamas, Cuba, Yucatán - México -, Jamaica, Puerto Rico, las Islas Vírgenes y la  Isla de Trinidad) y el Pacífico oriental (Islas Galápagos ).